# Újbarok
Újbarok (németül: Neudörfl (im Schildgebirge)) község Fejér vármegyében, a Bicskei járásban. 149 hektáros kiterjedésével a megye és a Közép-Dunántúl régió legkisebb, Magyarország harmadik legkisebb területű települése.

## Fekvése
Bicskétől mintegy 5 kilométerre nyugatra fekszik. A közvetlenül határos települések: északkelet felől Óbarok, délkelet felől Felcsút, délnyugat felől Bodmér, északnyugat felől pedig Szár.
Központján a 8126-os útból Felcsút és Óbarok határán kiágazó, Szárligeten át az egykori nagyegyházi bányaüzemig vezető 8113-as út halad keresztül; északi külterületeit átszeli az 1-es főút is.

## Története
Nevét az oklevelekben 1339-ben említették először Sorol falu határjárásakor.
A környező községek már a rómaiak idejében is lakott helyek voltak, Bárokról azonban csak a 15. századból van írásos okmányunk, a későbbi adatokban is mint puszta fordul elő, így valószínűleg lakatlan terület volt. Régi birtokosairól adat nincs.
Az első ismert okmány – mely egy birtokkiegyezésről szól, és amelyben neve, mint Sorul falu határa szerepel – 1339-ből való. Ebben az időben a keresztesek birtoka volt, mert István nádor Szentlőrinczi Imrének és fiainak, a fejérvári polgároknak, csóri lakosoknak, Konth Miklósnak, valamint a mohai lakosoknak Iszka és Bárok nevű birtokokat, – mint a keresztesek tulajdonát – elfoglalni megtiltja.
A következő adatunk már 1695-böl való, amikor is Erdy András és Barkó Kata fia – a Bárok-pusztából – őt illető részt Sajnovics Mátyás és neje birtokában hagyja. Hogy miért, az kitűnik a következőkből: Barkó István, Márton akkori főispán fia nőül vette Gazdagh Katát, s hozományul Bárok-puszta 1/3-át kapta. Mindketten elhalván, Gazdagh Kata az ő részét a tatai pápista egyházra hagyományozta, s ezt váltotta magához Sajnovics Mátyás.
1826-ban Dersikai Ernő Béni és neje Ó-Barokon birtokot cserélt nagynénjével: özv. Roboz Mihálynéval, majd 1841-ben Schachtner Antalné Fejér vármegyében fekvő ó-baroki stb. pusztákat, ill. részjogát – mely Tolnay János, utóbb Nemes Baltus Samu özvegyéről örökségkép szállt rá – Tolnay János és Kászonujfalvi Nagy Antalnak eladta.
Ugyanez évben a Barkó család – mint a puszta régi birtokosa – az akkori birtokosok ellen pert indított s ennek levezetésére Hetyei Sándorral szerződést kötött. E per anyagához mellékelték családfájukat, kimutatva az örökség jogosságát. Mivel a rokonok közül a birtokot többen már kölcsönnel terhelték meg, a család egy része 1842-ben a per vitelével Csörgei Zsigmondot bízta meg. Hogy mi lett a pereskedés vége, nem tudjuk. 20 kát. holdnál nagyobb birtokos gazda a községben jelenleg nincs.
A második  világháborúba bevonult katonák száma: 70, hősi halottaké: 13, hadiözvegyeké: 3, hadi árváké: 8. A földreform folytán a község igénylői között 155 kh. földet osztottak ki.

## Közélete

### Polgármesterei
- 1990–1994: Juhász Ferenc (független)[7]
- 1994–1998: Juhász Ferenc (független)[8]
- 1998–2002: Juhász Ferenc (független)[9]
- 2002–2006: Dr. Pajor Péter (független)[10]
- 2006–2010: Dr. Pajor Péter (független)[11]
- 2010–2014: Schnobl Ferenc (független)[12]
- 2014–2019: Schnobl Ferenc (független)[13]
- 2019–2024: Schnobl Ferenc (független)[14]
- 2024– : Schnobl Ferenc (független)[1]

## Népesség
A település népességének változása:
| Lakosok száma | 417  | 399  | 395  | 482  | 470  | 460  | 458  |
|               | 2013 | 2014 | 2015 | 2021 | 2022 | 2023 | 2024 |

A 2011-es népszámlálás során a lakosok 79,2%-a magyarnak, 0,5% cigánynak, 0,2% lengyelnek, 25,7% németnek, 0,2% románnak, 0,2% ukránnak mondta magát (19,9% nem nyilatkozott; a kettős identitások miatt a végösszeg nagyobb lehet 100%-nál). A vallási megoszlás a következő volt: római katolikus 39%, református 5,1%, evangélikus 0,5%, görögkatolikus 0,7%, izraelita 0,2%, felekezeten kívüli 13,6% (38,8% nem nyilatkozott).
2022-ben a lakosság 87%-a vallotta magát magyarnak, 17,2% németnek, 0,4% cigánynak, 2,8% egyéb, nem hazai nemzetiségűnek (12,1% nem nyilatkozott; a kettős identitások miatt a végösszeg nagyobb lehet 100%-nál). Vallásuk szerint 26,6% volt római katolikus, 8,5% református, 1,3% evangélikus, 0,9% görög katolikus, 0,2% izraelita, 0,6% egyéb keresztény, 0,6% egyéb katolikus, 12,3% felekezeten kívüli (48,7% nem válaszolt).

## Nevezetességei
- Óceán-átrepülés emlékműve - 1931. július 16-án, 5770 kilométer megtétele után itt, a falu közelében hajtott végre kényszerleszállást Endresz György és Magyar Sándor, az a két magyar, akik elsőként repülték át Atlanti-óceánt, repülésük időtartamával világrekordot felállítva. [A landolás helyszíne a 2020-as években elérhető térképi adatok szerint Szár közigazgatási területére esett, míg az azt megörökítő emlékművet Felcsút nyugati külterületén emelték.]

## Külső hivatkozások
- Hivatalos oldal